# Jambor
Jambor (nareč. tudi: jarbol), je navpičen drog na ladji, zlasti jadrnici, uporablja se za nameščanje jader in signalnih naprav.
Navtična oprema, ki povezuje jambor z jadri in palubo, se imenuje jadrovje ali takelaža (zastarelo: snast).
Sodobne jadrnice imajo en jambor, s katerim je povezan bum, lahko pa tudi samo dva ali več.

## Materiali
Zgodovinske jadrnice so imele jamborje iz lesa, novejše pa imajo jamborje iz aluminija, ogljikovih vlaken ali drugih kompozitnih materialov, prilagojenih zahtevam jader. 